# 중국의 성비 불균형
수년간 중국의 인구조사 자료는 남성 인구가 여성보다 많은 성비 불균형을 기록해왔다. 이 현상은 종종 '중국의 사라진 여성들' 또는 '사라진 소녀들'이라고 불린다.

2021년 중국의 공식 인구조사 보고서에 따르면 출생 성비는 남아 112명당 여아 100명으로, 세계 평균인 105~106보다 높다. 이는 2002년부터 2008년 사이 최고치였던 남아 118명당 여아 100명에서 줄어든 수치다. 일부 농촌 지역에서는 남아 130명당 여아 100명에 달하기도 한다.
초기 연구들은 이러한 성비 불균형이 한 자녀 정책 이후 성 선택 낙태 관행 때문이라고 지적했다.그러나 여러 연구에서는 실제 성비는 비교적 정상에 가까웠으며, 일부 농촌 지역에서 딸의 출생이 등록되지 않아 통계가 왜곡되었을 가능성을 제기했다.(pp. 175-176)이들 연구에 따르면, 아이들이 학교에 등록되는 약 7세쯤부터 성비가 점차 균형을 이루기 시작했다.(p. 176)
또한 2016년 캔자스대학교 연구진은 사라진 여성 중 상당수가 낙태가 아니라 출생 등록 지연으로 인해 나타난 통계 왜곡일 수 있다고 발표했다. 가족들이 벌금을 피하기 위해 딸의 출생 신고를 미뤘고, 수십 년이 지난 후 인구조사에 등록되는 경우도 많았다. 이는 이전 분석에서 성비 불균형이 과장되었을 가능성을 시사한다.

## 배경
추가 정보: 중국 행정 구역별 성비 목록

경제학자 아마르티아 센은 중국에서 급속한 경제 발전이 여성의 사망률 증가 및 성비 악화와 동시에 진행되었다고 분석했다.중국은 전통적으로 여성에 대한 차별이 존재했지만, 여성 인구의 급감은 1979년 이후 특히 심해졌다. 이는 덩샤오핑 체제 하에서 시행된 경제·사회 개혁 직후였다.
그는 1979년 이후 여성의 삶의 환경이 나빠진 이유로 세 가지를 들었다.
첫째, 1979년에 시행된 한 자녀 정책은 대부분의 가정이 자녀 한 명만 가질 수 있도록 제한했으며, 남아 선호가 강했던 중국 사회에서는 여아에 대한 방임이나 여아 살해로 이어지기도 했다. 중국에서는 성 선택 수정이 제도화되진 않았으나, 전체 여성 영아 중 약 10%가 임신 이후 또는 유아기 중에 사라졌다고 추정되었다.
1978년에서 1984년 사이 여아 사망률은 급격히 증가했으며, 어떤 통계는 두 배 가까이 상승했음을 보여준다.
둘째, 경제 개혁으로 인해 농촌 지역의 보건 서비스에 위기가 찾아왔다. 개혁 이전에는 생산여단이나 집단농장의 공동체 재정으로 의료가 운영되었으나, 가정책임제가 도입되면서 이러한 지원이 중단되었다. 남성 중심의 사회에서 의료 서비스 축소는 여성, 특히 여아에게 더 큰 불이익을 주었다.
셋째, 여성의 농업 노동 참여가 감소하고, 농업 외 노동 시장에서도 여성 고용이 줄었다. 여성은 가족 내 경제 기여도가 낮아지면서 협상력이 약화되었고, 이는 딸보다 아들을 선호하는 문화에 영향을 주었다.

## 원인
중국의 성비 불균형은 남아 선호, 한 자녀 정책, 성별 선택 낙태, 식량 부족, 여성에 대한 차별과 학대 등 다양한 요인의 복합 결과이다.

### 전통적인 남아 선호
주요 기사: 중국의 아들 선호
중국의 유교 기반 가부장제 문화는 아들을 가문의 계승자, 조상 제사의 주체, 재산 상속자로 여긴다. 반면, 딸은 결혼 후 다른 가정으로 떠나 부모를 부양하지 않기 때문에 경제적 부담으로 간주되기도 한다.
도시에서는 여성의 사회적 지위 향상으로 남아 선호가 줄었지만, 일부 전통적인 가족과 농촌 지역에서는 여전히 남아 선호가 강하며, 일부 지역은 남아 140명당 여아 100명이라는 극심한 성비 불균형을 보인다.

### 가족계획 정책
1949년 이후 마오쩌둥은 인구를 국력의 상징으로 보며 출산을 장려했으나, 1960년대 기근 이후에는 인구 억제 필요성이 제기되었다.
1971년부터는 자발적인 가족계획이 도입되었고, 1978년 덩샤오핑 집권 이후에는 출산 억제와 피임 정책이 강하게 추진되었다. 결국 1979년, 국가 차원의 한 자녀 정책이 도입되었다.

### 한 자녀 정책
추가 정보: 1자녀 정책
1970년대 내내 중국은 급격한 인구 증가를 겪었다. 인구 성장을 억제함으로써 환경적·경제적 여건을 개선하고자, 중국은 1979년에 한 자녀 정책을 도입했다.
이 정책은 정부가 승인한 가족 구성 방식을 규정하는 여러 규칙을 시행했으며, 각 가정은 자녀 한 명만 출산할 수 있도록 허용되었다. 이를 위반할 경우 벌금부터 강제 불임 수술에 이르기까지 다양한 처벌을 받을 수 있었다.
이 정책은 인구 밀도가 높은 도시 지역에서 특히 엄격하게 시행되었으며, 지역에 따라 적용 강도는 달랐다. 소수민족에게는 상대적으로 느슨하게 적용되었고, 한족 다수에게도 여러 예외 조항이 있었다.
중국 공산당은 국민이 가족계획 개념에 쉽게 적응할 수 있도록 “인내심 있고 세심한 설득”을 사용할 것을 지시받았다. 또한, 첫째이자 유일한 자녀가 장애를 가진 경우에는 예외가 허용되기도 했다.
베이징 중국아동센터 소장인 천쉐펑(Xuefeng Chen)은 “자녀가 하나인 사회는 기존과는 다른 사회를 만들 것이라는 점은 부정할 수 없다. 우리는 우선, 외동 자녀들이 사회적 의사소통과 상호작용, 발달 측면에서 능력과 기회를 갖추도록 해야 한다”고 말했다.
중국의 외동 자녀들은 부모 세대가 겪었던 경험들을 하지 못하고 자라며, 복지 측면에서 위험에 처할 수 있다. 이들은 외동의 전형적인 특징으로 간주되는 버릇없고, 이기적이며, 비사교적인 성향을 보일 수도 있다.
한 자녀 정책은 “중국의 인구 및 경제 발전에 있어 가장 중대하고도 광범위한 영향을 미친 정책”으로 불리기도 했다. 중국인의 생식 권리는 사회의 현대화를 위한 정치적 수단으로 활용되었다.
이 정책은 전통적인 남아 선호를 더욱 부각시켰고, 그 결과 성 선택 낙태, 여아 유기, 심지어 여아 살해까지 증가하게 되었다. 또한 여아의 출생이나 입양 사실이 신고되지 않는 경우도 늘어났다.
중국 보건 당국은 신생아의 성별 불균형을 “세계에서 가장 심각하고 지속적인” 문제라고 표현했으며, 이는 엄격한 한 자녀 정책의 직접적인 결과로 여겨진다.
이 모든 요소들은 “사라진 여성” 현상을 심화시켰으며, 그 사회적 결과로는 미혼 남성의 과잉과, 결혼 및 성매매를 위한 여성 납치 및 인신매매의 증가가 포함된다.
한 자녀 정책은 2016년에 두 자녀 정책으로 대체되었고, 2021년에는 다시 세 자녀 정책으로 확대되었다.

### 식량 부족
한 자녀 정책이 만들어지게 된 주요 요인 중 하나는 중국의 극복할 수 없는 식량 부족이었다. 이로 인해 중국 정부는 농촌 공동체와 그들의 토지 소유권에 대해 전례 없는 수준의 권한을 행사할 수 있게 되었다. 1956년 이후, 중앙 정부 또는 지방 정부는 강제 몰수와 시장 가격 이하의 보상을 통해 모든 농촌 토지의 소유권을 주장했다.그 결과, 농민들은 토지를 팔거나 임대하거나 구입해 더 경제적으로 실현 가능한 토지를 만들거나, 토지를 담보로 대출을 받을 수 있는 능력이 제한되었다.
정부의 토지 통제는 농민들의 근로 의욕도 떨어뜨렸다. 농민들은 자신이 재배한 작물로 이익을 낼 수 없었기 때문에, 이는 대규모 기아로 이어졌고, 사회의 엘리트와 가장 취약한 계층 간의 격차를 더욱 심화시켰다.
1958년부터 1960년까지 황허 유역, 중국 남서부 및 남부 지역, 화북 평원, 그리고 양쯔강 지역에 걸쳐 연이은 가뭄이 발생했다.이로 인해 중국 거의 모든 지역의 농업 상황이 심각하게 악화되었고, 결국 1959년부터 1961년까지의 대기근을 초래하게 되었다.

## 사라진 여성들의 원인
한 자녀 정책과 전통적인 남아 선호의 결과로, 중국의 여성 인구 부족은 성 선택적 낙태, 여성에 대한 차별적 보육, 여아 출생 미등록 등을 통해 발생하게 되었다.

### 성 선택 낙태
주요 기사: 성 선택적 낙태
남아 선호, 한 자녀 정책, 그리고 태아 성별을 식별할 수 있는 기술은 낙태가 합법인 중국의 일부 지역에서 임신 단계에서의 차별을 조장하는 데 일조했다.성 선택적 낙태 시술은 남아의 출생 수를 과도하게 만들고, 그 결과 인구 내 성비를 심각하게 왜곡시켰다.
중국에서 실종된 여성의 약 37~45%는 출생 이전 단계에서 실종된 것으로 추정된다.연구자들은 성 선택적 낙태가 인구 전체에 장기적인 사회 문제를 초래할 수 있음을 발견했다. 여성 인구의 부족은 성평등에 부정적인 영향을 줄 수 있다. 여성 인구가 줄어들면, 그만큼 시민으로서의 영향력도 줄어든다. 결혼이 사회적 지위를 확보하는 중요한 수단인 지역에서는 신부와 어머니가 부족해지면서 납치, 강제 결혼, 폭력 등이 증가할 수 있다.
일부 사람들은 성 선택적 낙태가 긍정적인 효과도 있다고 주장한다. 태아의 성별을 미리 알 수 있게 되면서 원하는 성별(주로 아들)의 출산이 가능해지고, 그 결과 여아에 대한 출생 후 차별이나 유기가 줄어든다는 것이다. 인도, 한국, 중국은 모두 지난 10년간 여성 사망률이 감소했다고 보고했다. 여성의 수가 부족하면, 태어난 여성에 대한 가치가 상승하게 되어 사회적 지위도 올라간다는 주장도 있다.또한, 성 선택적 낙태는 여성에게 아이의 성별을 선택할 수 있는 권한을 부여한다. 아들을 원하는 사회에서 여성은 아들을 낳는 능력을 통해 가족 내 인정을 받을 수 있게 된다.

### 여아 살해
주요 기사: 중국의 여아 살해
여아 살해는 남아를 선호하는 문화로 인해 여아가 태어나자마자 살해되는 현상을 말한다.신생아 여아는 생물학적으로 남아보다 첫 1년을 생존할 확률이 높지만, 여아 살해, 영양실조, 그리고 의료 방치로 인해 중국에서는 여아의 영아 사망률이 남아보다 더 높아지는 결과가 나타났다.일부 중국 농촌 지역에서는 "신생아의 절반이 가족에 의해 살해되기도 한다"고 학자들은 밝혔다.
센은 중국 전통 역사 전반에 걸쳐 여아 살해가 지속되어 왔다고 지적했다. 1959년부터 1961년의 대기근 동안 많은 가정은 식량과 자원을 절약하기 위해 여아 살해를 택하기도 했다.최근에는 한 자녀 정책이 여아 살해율 증가에 큰 영향을 주었다. 세계보건기구는 "베이징의 인구 통제 프로그램으로 인해 부모가 자녀를 하나만 가질 수 있었고, 이로 인해 여아의 제도적 살해와 방치가 발생하여 중국에서 5천만 명 이상의 여성이 '실종'된 것으로 추산된다"고 발표했다.
중국의 인구 통제 정책은 이미 존재하던 강력한 남아 선호 문화를 드러냈고, 이는 남녀 간 영아 살해율의 격차를 더 벌리게 되었다. 전통적으로 딸은 성장 후 시집을 가서 가정을 떠나고, 남자는 가족 내에서 경제적 기여를 계속할 수 있기 때문에, 여아는 보상이 적고 부담으로 여겨지는 경우가 많았다. 고대 문헌에서는 부유한 집에 딸이 태어나면 축하를 하지 않았고, 가난한 가정에서는 딸을 아예 기르지 않았다는 기록도 있다.
2003년 실시된 한 중국 설문조사에서는 주로 도시 지역의 젊은 여성들 가운데 37%가 성별에 대해 선호가 없다고 답했고, 45%는 이상적인 가족 구성으로 아들과 딸이 한 명씩 있는 것을 선호한다고 밝혔다. 여아의 살해는 결국 '실종 여성'이라는 현상으로 이어졌고, 여아 살해, 성 선택적 낙태, 익사, 의료 및 영양 방치 등이 제한적 한 자녀 정책의 잠재적 결과로 지목되었다.

### 여아 유기
한 자녀 정책 하에서 중국의 일부 농촌 지역에서는 부모가 어린 딸을 유기하고 아들을 키울 기회를 늘리려 했다. 국영 고아원에 있는 아기의 95% 이상이 건강한 여아이며, 이들 중 상당수는 열악한 환경과 건강 방치로 인해 몇 달 안에 사망했다. 딸을 버린 부모들은 아이가 다른 사람에게 발견될 수 있도록 집 근처나 공공장소 인근에 유기하기도 했다. 랴오닝성의 한 관계자에 따르면 "매년 최소 20명 이상의 유기된 여아가 쓰레기통이나 구석에서 발견된다"고 한다.

### 보건 및 영양 차별
여아와 여성에 대한 적절한 보건 관리와 영양 지원의 부족은 실종 여성 현상에 기여한다. 여아 출생 이후 차별은 의료 지원 부족과 영양실조로 이어지고, 이는 조기 사망으로 연결된다. 성인 여성의 경우, 어린 시절의 건강 환경은 이후 삶의 건강과 사망률에 직접적인 영향을 미친다.
중국의 전통에 따르면, 좌월자(坐月子)로 불리는 산후 첫 30~40일은 산모의 장기적인 건강을 보장하기 위한 중요한 회복기이다. 이 기간 동안 적절한 지원을 받지 못하거나(예: 일부 농촌 여성은 산후에도 무거운 농사일을 계속함), 관리를 받지 못할 경우 건강에 합병증이 생기거나 조기 사망의 위험이 있다.

### 피임 및 성 건강
2015년, 중국 정부는 인구를 통제하기 위한 방안으로 피임 사용 기회를 확대했다. 윈난 보건개발연구협회의 연구자이자 의사인 장 카이닝은 이렇게 말했다.
“20년 전만 해도 시골 마을의 벽에는 ‘아이 하나면 자궁내장치, 아이 둘이면 불임 수술’이라고 적힌 슬로건이 흔히 붙어 있었습니다. 그 정책의 영향은 아직도 매우 강하게 남아 있습니다.”
중국 전역에서 생식 건강에 대한 인식은 극적으로 변화하고 있다. 성 건강은 오랫동안 비밀스러운 주제로 여겨졌고, 공개적으로 이야기되거나 교육되지 않았다. 그러나 2015년 런민대학교의 한 설문 조사에 따르면, 응답자의 절반 이상이 혼전 성관계를 수용할 수 있다고 응답했다. 전통적인 성과 피임에 대한 인식은 빠르게 변화하고 있으며, 특히 젊고 미혼인 세대에 가장 큰 영향을 주고 있다.
중국은 세계에서 가장 높은 피임 사용률을 보이는 나라 중 하나이다. 현재 결혼했거나 동거 중인 여성의 약 84.6%가 피임법을 사용하고 있다. 미국은 이보다 낮은 78.6%, 일본은 54.3%에 그친다. 1979년에 도입된 한 자녀 정책은 피임 사용 증가의 주요 원인으로 작용했다.
중국의 가족 계획 정책은 인구를 실제로 감소시키기 위한 방법으로 피임을 적극 강조했고, 도시와 농촌 모두에서 다양한 형태의 피임법을 무료로 제공했다.. 엄격한 한 자녀 정책 덕분에 많은 여성들이 피임 수단에 접근할 수 있었지만, 이 혜택은 대부분 결혼한 여성에게만 주어졌다. 결혼하지 않은 젊은층은 정책의 사각지대에 놓여 의도치 않은 임신의 위험에 노출되었다.
국가인구계획위원회는 피임 접근성 향상과 성교육 확대를 통해 중국의 인구 인식을 개선하려 노력했다. 여성들에게 피임 사용에 대한 접근성과 사회적 지원을 제공함으로써 인구 조절이 가능할 뿐 아니라, 낙태를 고려하기 전 가족이 다양한 선택지를 분석할 수 있게 되었다.
국제 가족계획전망 보고서에 따르면, 출산율이 낮아질수록 성별 선호가 출산 결정에 미치는 영향은 더욱 커진다. 부부가 제한된 자녀 수 안에서 원하는 아들 수를 맞추어야 하기 때문이다. 피임이 반드시 성 선호와 관련 있는 것은 아니지만, 여성과 여아의 지위를 개선하는 것은 남아 선호를 줄이는 데 도움이 되며, 모자 보건 및 가족 계획 서비스의 개선은 낙태율을 줄이는 데에도 효과가 있다.

### 출생 미등록
중국에서 실종된 여성 중 일부는 여아의 출생 미등록 및 신고 누락으로 인해 발생한다. 가족계획 정책은 중국 전역, 특히 농촌 지역에서 불균형적으로 시행되었다. 일부 농촌 지역의 부모들은 아들을 낳을 기회를 남겨두고 초과 출산에 대한 벌금을 피하기 위해 여아를 출생 신고하지 않았다. 그 결과, 공식적으로 등록된 여성 인구가 부족하게 되었다.
정책 집행은 마을 지도자들의 책임이지만, 그들 역시 상급 기관으로부터 벌금을 피하기 위해 출생 수를 낮게 보고하거나 아예 누락시키는 경우가 많았다.
한 연구에서는 한 자녀 정책 기간 중 출생한 세대들의 성비가, 한 자녀 정책이 없던 시기에 태어난 세대들과 유사하다는 점을 발견했다. 또한, 다양한 연령대에서 늦은 등록으로 인해 만 10세 이후에 나타나는 여성 인구 수가 많다는 점도 확인되었다. 예를 들어, 1990년에 태어난 세대의 성비는 당시 111이었지만, 2010년까지 이 세대의 늦은 등록 출생이 480만 건 발생하면서 성비는 103으로 낮아졌고, 여성이 남성보다 90만 명 이상 더 많았다. 같은 현상은 다른 연도에도 반복되었으며, 매년 등록되지 않은 세대들마다 여성이 남성보다 55만~95만 명 더 많은 것으로 나타났다.
성비 불균형과 관련한 데이터의 불일치 정도, 인구조사 수치의 정확성, 그리고 이 모든 문제를 해석하는 데 따르는 어려움은 여전히 학계에서 논쟁 중이다.

## 현상의 결과

### 배우자를 얻지 못한 남성들
1980년대 중반부터 태아 성별 감별이 가능해지면서, 당시 태어난 남성들 중 상당수가 현재 결혼 적령기에 접어들었고, 이로 인해 과잉 남성 집단이 생겨났다. 2011년, 2012년, 2013년에 각각 약 230만, 270만, 210만 명의 남성이 ‘초과 인구’로 추정되었다. 향후 20년 동안 중국의 많은 지역에서 젊은 남성 인구의 10~20%가 초과될 것으로 예측된다.
결혼 적령기의 이 남성들은 “꽝군(光棍)”, 즉 “헐벗은 가지” 또는 “헐벗은 막대기”로 불리며, 결혼이 사회적 지위의 일부로 여겨지는 사회에서 살아가고 있다. 태아 성별 감별 기술과 전통적인 남아 선호 문화는 수백만 명의 남성들을 소수의 여성들과 경쟁하게 만들었으며, 이는 ‘결혼 압박(marriage squeeze)’ 현상으로 알려져 있다.
일부 가정은 아들의 미래 신부를 확보하기 위해 여아를 입양해 딸처럼 키우는 경우도 있었다. 이러한 여아들은 미래의 가족을 위해 봉사하고 돌보는 역할을 배울 수 있도록 양육되었다.
여성들이 자신보다 높은 사회경제적 지위를 가진 남성과 결혼하는 경향이 있기 때문에, 이 결혼 시장에서 가장 취약한 계층, 즉 가난하고 교육받지 못한 남성들은 배우자를 찾기 어려운 상황에 처한다.
일부 논평자들은 이러한 남성들이 주변부로 밀려날 것을 우려하고 있으며, 중국 문화에서는 미혼 남성이 거의 사회적으로 용납되지 않기 때문에 그들의 삶은 주변의 시선에 크게 영향을 받을 수 있다. 이들은 외로움, 무력감, 자기혐오 등을 느끼고 심리적 문제를 겪을 가능성이 높다. 이 문제가 지속될 경우, 일부 남성들은 여성이 더 많은 우크라이나, 러시아, 서방 국가 등으로 이주를 시도할 수 있다는 우려도 있다.
다른 관점에서는 여성 부족이 일부 긍정적인 사회적 효과를 낳을 수도 있다고 본다. 아내를 찾기 어려운 현실 속에서 일부 남성들은 결혼 시장에서 경쟁력을 높이기 위해 더 열심히 일하거나, 힘들고 위험한 노동도 감수하려는 경향이 있다. 이들은 부를 쌓아 결혼 가능성을 높이고자 한다.

### 폭력 성향
꽝군 집단이 향후 사회에 미칠 영향은 여전히 우려의 대상이다. 대부분의 중국인들은 이들이 범죄 증가에 영향을 줄 수 있다고 생각한다. 한 초기 논평자는 강제 결혼, 신부 납치, 중혼, 성매매, 강간, 간통, 동성애, 기이한 성적 행동 등이 불가피하게 나타날 수 있다고 경고했다.
1988년부터 2004년까지의 성비와 범죄율에 대한 분석 결과에 따르면, 성비가 1% 증가하면 폭력 및 재산 범죄율이 3% 증가하는 경향이 있었다. 이는 미혼 남성들이 범죄율 증가에 일조할 수 있음을 시사한다. Conversely, marriage reduces male criminality. 반면, 결혼은 남성의 범죄 성향을 줄이는 효과가 있는 것으로 나타났다.
중국의 한 연구에 따르면, 7435명의 가임 연령대 인구 중 65%는 범죄가 증가할 것이라 믿었고, 53%는 거리의 안전이 낮아질 것을 우려했으며, 60%는 초과 남성이 사회 안정을 위협할 것이라 보았고, 56%는 성매매 및 여성 인신매매가 증가할 것이라 여겼다.
반론을 제기하는 입장도 있다. 성비가 높은 지역과 낮은 지역을 비교했을 때, 범죄율에는 큰 차이가 없었고, 중국의 범죄율은 다른 국가들과 비교해 상대적으로 낮은 편이라는 점도 지적된다.

### 여성 인신매매
주요 기사: 중국의 성매매
중국의 여성 부족은 광군(미혼 남성)들 사이에서 신부에 대한 수요를 증가시키고 있다. 전문가들은 2030년까지 30대 후반의 중국 남성 중 25%가 결혼하지 못할 것으로 추정한다. 중국의 농촌 지역에서는 일부 가족들이 아들을 위해 신부를 납치하거나 매매하고, 이 여성들에게 아들을 낳도록 강요한다. 신부는 때때로 국경을 넘어 미얀마 등지에서 납치되어 오기도 한다.
인신매매된 여성들은 성적, 신체적, 정서적 학대를 겪고, 강제 노동에 시달리며, 경우에 따라 생식 능력을 향상시키기 위한 강제 약물을 복용하게 된다. 납치범이 아이를 원하는 경우, 여성은 감금 중에 낳은 아이를 남겨두고 풀려나는 경우도 있다.납치된 여성의 대부분은 13세에서 24세 사이이다. 실종 여성에 대한 경찰의 대응은 미흡하고, 가족에게 수색 비용을 요구하는 경우도 있다. 탈출한 인신매매 피해자는 귀국 후 중국 당국의 이민법 위반으로 처벌받을 수 있으며, 지역사회에서는 낙인을 경험한다.

#### 성매매 여성의 확산 정도
추가 정보: 중국의 매춘
아내가 없는 남성이 많은 상황에서 나타날 수 있는 잠재적인 문제 중 하나는, 수백만 명의 중국 성 노동자들이 다양한 배경을 가진 사람들로 구성되어 있다는 점이다. 중국에서 매춘은 불법이지만, 아내가 없는 남성들의 수요 증가로 인해 여성 성 노동자의 수가 늘어나는 현상이 나타날 수 있다. 중국의 여성 성매매 산업은 20세기 동안 번성해왔다.
중국의 여성 성 노동자 수는 1985년 2만 5천 명에서 1996년 42만 명으로 증가했다. 중국 공안국은 2000년까지 중국 내 성 노동자 수를 약 400만 명에서 600만 명으로 추정했으며,미국 국무부는 2001년에 그 수가 1,000만 명에 달할 것으로 추산했다.

### HIV 감염 위험
추가 정보: 중국의 HIV/AIDS
최근 몇 년간, 남성 초과 인구는 HIV 감염 위험군으로 간주되고 있다. 성행위 방식, 성매매, 초과 남성 인구는 HIV 전파와 관련이 있다고 연구는 시사한다. 특히 젊고 가난하며 미혼인 남성들이 새로운 HIV 고위험군이 될 수 있다.
이들은 아내를 찾기 전까지 성매매 여성과의 접촉 가능성이 높아 HIV 감염 위험이 커진다. 상하이시 보건 당국에 따르면, 성병 확산은 젊은 미혼 남성과 밀접한 관련이 있다.
중국 내 미혼 이주 노동자들 중에는 HIV에 대한 지식이 부족하고, 콘돔 사용률도 낮은 경우가 많다. 506명을 대상으로 한 조사에서 절반 이상이 복수의 성 파트너를 두었으며, 그중 89%는 콘돔을 사용하지 않았다.

### 출산율
한 자녀 정책이 시행되기 14년 전인 1965년, 중국의 여성 1인당 평균 출산율은 6.39명이었다. 1979년 정책 시행 이후 출산율은 빠르게 감소해 2.75명이 되었고, 현재는 1.09명 수준까지 떨어졌다.
인구학자들은 이러한 초저출산율이 국가 발전을 저해할 수 있다고 경고하며, 중국 정부는 이를 해결하기 위해 정책을 바꾸고 있다. 2015년에는 한 자녀 정책을 폐지하고 두 자녀 정책을 도입했다.
일부 연구자들은 남아 선호와 한 자녀 정책이 성비 불균형을 초래해 수많은 남성이 결혼과 가정을 이루지 못하게 했다고 본다.
국제 연구자들은 단순히 한 자녀 정책을 철폐하는 것만으로도 여아 출생 수가 늘고, 출산율도 회복될 수 있다고 주장한다. 그러나 두 자녀 정책이 시행되었음에도, 양육 비용 부담과 여성의 경력 단절 우려로 인해 많은 부부는 여전히 자녀 한 명만 두기를 선호한다.

### 고령화
여성 인구 부족은 중국의 인구 고령화 문제를 더욱 악화시키고 있다. 남성과 여성은 모두 사회 재생산에 기여하기 때문에, 여성의 부족은 현재와 미래의 신생아 수 감소로 이어져 고령화를 가속화한다.
예측에 따르면 현재의 성비를 기준으로 향후 30년간 매년 약 3%씩 노인 인구가 증가할 것으로 전망된다. 2025년부터 2030년 사이에는 전체 인구의 15%가 65세 이상이 되고, 2050년에는 60세 이상 인구가 25%에 이를 것으로 예상된다.이는 연금 제도와 같은 사회 복지 시스템에 심각한 부담을 초래할 수 있다.

## 정책 대응

#### 법과 정책의 변화
남아 선호, 성 선택적 낙태, 한 자녀 정책 등 복합적인 요인으로 인해 발생한 성비 불균형을 해결하기 위해, 중국 정부는 몇 가지 실질적인 조치를 시행했다. 여아 살해, 유기, 방치를 금지하는 법률이 이미 존재하며, 인신매매와 유괴에 대해서도 처벌 조항이 있다. 또한 태아 성별 감별 및 성 선택적 낙태를 금지하는 법도 공포되었다.
중국 정부는 가난한 가정의 미혼 청년들을 인민해방군과 인민무장경찰에 모집하기도 했다.
여성의 지위를 높이는 것도 출생 성비를 줄이는 데 도움이 된다. 중국 정부는 여성의 법적 권리, 특히 경제적 권리에 주목하고 있으며, 여성의 경제력, 교육 기회, 재산 상속, 결혼 결정권, 노후 지원 등을 보장하기 위한 법과 제도를 강화하고 있다.
2005년부터는 농촌 지역에서 딸을 둔 부모에게 매달 600위안의 연금이 지급되었다. 2000년, 안후이성 차오후시에서는 여아의 생존 환경을 개선하기 위한 실험구역이 설치되어 2003년부터 본격 시행되었다. 주요 활동으로는 전문 조직 설립, 교육, 비의료 목적의 성별 선택 낙태와 여아 살해에 대한 처벌, 성평등 관련 법 제정 촉구, 시어머니 대상 포커스 그룹 토론, 여성의 사회 경제 참여 지원, 남성의 성평등 운동 참여 독려, 사회보장 확대, 남성이 아내의 본가로 시집가는 ‘부계이입혼(uxorilocal marriage)’ 장려 등이 있었다.
이 프로그램 시행 3년 후, 출생 성비는 1999년 125에서 2002년 114로 감소했다. 이를 바탕으로 2003년 인구계획위원회는 ‘여아 돌봄(Care for Girls)’이라는 캠페인을 시작해, 여아 출산의 장점을 홍보했다. 그 결과도 의미 있었다. 2007년 조사에 따르면, 캠페인 지역에서는 남아 선호가 줄었고, 산시성 농촌 지역의 출생 성비는 2003년 135에서 2007년 118로 낮아졌다.
여아 출생 신고 누락 사례가 드러나면서, 과거에 추정되던 성비 불균형 수치가 과장되었을 가능성도 제기되었다. 그러나 등록되지 않은 여성은 고용 기회나 사회보장 혜택을 받지 못한다. 이에 대해 학자들은 중국 정부가 이 ‘실종된 여성’들을 등록하고, 미등록 여성에게 제도적 지원을 제공해야 한다고 촉구했다.

#### 두 자녀 정책
2017년 초, 중국 정부는 가족계획법을 개정하여 기혼 부부가 두 자녀를 가질 수 있도록 허용했다.
2016년 중국 국가위생계획출산위원회에 따르면, 전국 병원에서 출생한 신생아 수는 1846만 명으로, 출산율은 1.7%로 2000년 이후 최고치를 기록했다.
이 출산율 완화 정책은 ‘4억 명의 출산 회피’라는 기존 통계를 무력화시켰다. 해당 정책 도입 이후, 6개월 이상 거주 중인 미등록 인구 2억 6140만 명이 발견되었다.
두 자녀 정책은 부모가 성별 선택 낙태를 하거나 여아의 출생 등록을 피할 필요성을 줄여주었으며, 가족이 보다 인도적인 방식으로 성장할 수 있는 여지를 열어주었다.
하지만 35년 동안 지속된 한 자녀 정책의 여파는 쉽게 사라지지 않으며, 두 자녀 정책이 곧바로 출산 붐으로 이어지진 않았다. 중국은 출산 확대의 기회가 주어졌어도 여전히 ‘한 자녀 사회’로 인식된다.
두 자녀 정책은 출산율을 다소 높이기는 했지만, 본격적인 출산 붐보다는 중간 수준의 증가에 그치고 있다.
이 정책은 한 자녀 정책의 부작용—고령화, 출생 성비 불균형, 억압적 통제, 경제 성장 동력 약화, 자녀 수에 대한 선택권 제한 등—을 점진적으로 되돌리려는 목적도 포함한다.

#### 정책 대응
전국적으로 성비에 심각한 손상이 발생했지만, 여전히 미래 세대에게 이로운 변화를 실현할 수 있는 가능성은 남아 있다. 캐나다 의학 협회에 따르면, 성별 선택을 불법화하고 아들 선호라는 근본적인 문제를 해결하는 것이 매우 중요하다. 중국을 포함한 아시아 여러 국가에서는 태아 성별 감별을 금지하는 법률이 이미 존재하지만, 이 문제는 여전히 지속되고 있다. 불법 낙태와 같은 행위를 저지르는 사람들에게 법적 책임을 묻는 것은 건강하고 가족 중심적인 사회를 실현하는 데 한 걸음 더 다가서는 일이다. 의사, 병원, 관련 기관에 법적으로 책임을 부과하는 것은 성 선호 문제에 있어 상당한 변화를 가져올 수 있다고 믿어진다.
전반적으로 남아 선호는 중국 내에서 매우 해결하기 어려운 문제이다. 여성의 가치를 알리는 캠페인, 언론, 포스터 등을 통해 대중의 인식을 개선하는 것이 무엇보다 중요하다. 중국 국가위생가족계획위원회가 주도한 “여아 돌봄(Care for Girls)” 캠페인과 같은 다양한 캠페인의 결과는 여아 출산을 장려하고 인접 국가들의 참여를 촉구해왔다. 산시성의 한 참여 현에서는 출생 성비가 2003년 135에서 단 3년 만에 117로 감소하였다.

### 태도의 변화
비록 중국의 출생 성비는 여전히 세계 최고 수준 중 하나이지만, 남아 선호가 점점 약해지고 있다는 증거도 늘고 있다.
최근 인터뷰에서 많은 젊은 중국인들은 자신의 자녀 성별에 대해 ‘신경 쓰지 않는다’고 응답했으며, 이는 부모 세대와는 다른 인식이다.
한 연구에 따르면, 전체 응답자 중 34%는 성별에 무관심하지 않다고 했으며, 이 중 13%(도시 10%, 농촌 16%)는 아들을, 21%(도시 22%, 농촌 18%)는 딸을 선호한다고 답했다.
해스키스(Hesketh) 교수는 딸은 돌보기가 더 수월하고, 배우자를 찾기 쉬우며, 부모를 잘 돌보는 경향이 있다는 점에서 여아를 선호하거나 성별에 무관심한 경향이 늘어나고 있다고 지적했다.
중국의 저출산과 낮은 출생률 속에서 성평등 정치도 미묘하지만 분명한 변화를 겪고 있다.
자녀 수가 줄어들면서 여성들이 양육 책임에서 벗어날 수 있을 것이라는 기대도 있었으나, 오히려 ‘하나뿐인 자녀’에 대한 높은 기대감이 어머니들에게 또 다른 사회적 부담을 주기도 한다.
또한, 출산율 저하와 여성 교육 수준의 향상은 전통적인 남아 선호 문화의 약화를 방해하는 요소로 작용해, 성비 불균형 해소를 더디게 만들고 있다.
한 자녀 정책 이전에도 가족계획 제도, 만혼 장려, 낮은 출산율, 남아 초과 등은 여성 인신매매와 성매매 증가에 일조해왔다.
딸을 가진 가정에서는 성매매가 수입원이 되거나, 미혼 남성들과의 강제 결혼 수단으로 이용되기도 했다.

## 같이 보기
- 중국의 낙태
- 중국의 여아 살해
- 중국의 페미니즘
- 중국 행정구역별 성비 목록
- 한 자녀 정책
- 중국의 매춘
- 중화인민공화국의 농촌 사회
- 중국의 성매매 및 인신매매
- 중화인민공화국의 도시 사회

- 중화인민공화국의 여성 건강관리

### 일반 (General)
- 성 선택적 낙태
- 중국의 여성

- 아시아의 실종 여성들

1. ↑  Anderson, Siwan; Ray, Debraj (2010). “Missing women: age and disease.”. 《The Review of Economic Studies》 77 (4): 1262–1300. doi:10.1111/j.1467-937X.2010.00609.x. JSTOR 40836647. S2CID 44525615.
2. ↑  Huang, Laura Silver and Christine (2022년 12월 5일). “Key facts about China’s declining population”. 《Pew Research Center》 (미국 영어). 2024년 12월 3일에 확인함.
3. ↑  Tiefenbrun, Susan (2010년 3월 17일), “Gendercide and the cultural context of sex trafficking in china”, 《Decoding International Law》 (Oxford University Press), 347–394쪽, doi:10.1093/acprof:oso/9780195385779.003.009, ISBN 978-0-19-538577-9, 2024년 6월 4일에 원본 문서에서 보존된 문서, 2024년 4월 12일에 확인함
4. ↑  Ebenstein, Avraham (2010). “The 'Missing Girls' of China and the Unintended Consequences of the One Child Policy”. 《The Journal of Human Resources》 45 (1): 88–115. doi:10.1353/jhr.2010.0003. S2CID 201752851.
5. ↑  Jiang, Quanbao; LI; Shuzhuo; Feldman, Marcus W.; Javier Sánchez-Barricarte, Jesús (2012). “Estimates of missing women in twentieth-century China”. 《Continuity and Change》 27 (3): 461–479. doi:10.1017/S0268416012000240. PMC 3830941. PMID 24255550.
6. 1 2  [[ko|Li, David Daokui]] (2024). 《China's World View: Demystifying China to Prevent Global Conflict》. New York, NY: W. W. Norton & Company. ISBN 978-0393292398. |author-link1= 값 확인 필요 (도움말)
7. ↑  “It's a myth that China has 30 million "missing girls" because of the one-child policy, a new study says”. 《Quartz》. 2016년 11월 29일. 2023년 4월 29일에 원본 문서에서 보존된 문서. 2023년 4월 29일에 확인함.
8. ↑  Denyer, Simon (2016년 11월 30일). “Researchers may have 'found' many of China's 30 million missing girls”. 《Washington Post》. 2023년 7월 29일에 원본 문서에서 보존된 문서. 2023년 4월 29일에 확인함.
9. 1 2 3 4 5  Shi, Yaojiang; Kennedy, John James (December 2016). “Delayed Registration and Identifying the "Missing Girls" in China”. 《The China Quarterly》 228: 1018–1038. doi:10.1017/S0305741016001132. ISSN 0305-7410.
10. 1 2  Jozuka, Emiko (2016년 12월 1일). “Study finds millions of China's 'missing girls' actually exist”. 《CNN》. 2023년 4월 2일에 원본 문서에서 보존된 문서. 2023년 3월 23일에 확인함.
11. ↑  Zhuang, Pinghui (2016년 11월 30일). “China's 'missing women' theory likely overblown, researchers say”. 《South China Morning Post》. 2019년 12월 15일에 원본 문서에서 보존된 문서. 2023년 3월 23일에 확인함.
12. 1 2 3 4  Sen, Amartya (1990년 12월 20일). “More than 100 million women are missing”. 《The New York Review of Books》 37 (20). 2015년 11월 9일에 원본 문서에서 보존된 문서. 2014년 4월 15일에 확인함.
13. ↑  Sen, A. (1992년 3월 7일). “Missing women.”. 《BMJ: British Medical Journal》 304 (6827): 587–588. doi:10.1136/bmj.304.6827.587. ISSN 0959-8138. PMC 1881324. PMID 1559085.
14. ↑  Deutsch, Francine M. (2006년 3월 1일). “Filial Piety, Patrilineality, and China's One-Child Policy”. 《Journal of Family Issues》 (미국 영어) 27 (3): 366–389. doi:10.1177/0192513x05283097. ISSN 0192-513X. S2CID 144554067.
15. ↑  Gupta, Monica Das; Zhenghua, Jiang; Bohua, Li; Zhenming, Xie; Chung, Woojin; Hwa-Ok, Bae (2003년 12월 1일). “Why is Son preference so persistent in East and South Asia? a cross-country study of China, India and the Republic of Korea” (PDF). 《The Journal of Development Studies》 40 (2): 153–187. doi:10.1080/00220380412331293807. hdl:10986/19191. ISSN 0022-0388. S2CID 17391227. 2017년 9월 22일에 원본 문서 (PDF)에서 보존된 문서. 2020년 9월 19일에 확인함.
16. ↑  Lai, Dejian (2005년 2월 1일). “Sex Ratio at Birth and Infant Mortality Rate in China: An Empirical Study”. 《Social Indicators Research》 (영어) 70 (3): 313–326. doi:10.1007/s11205-004-1542-y. ISSN 1573-0921. S2CID 143548315.
17. 1 2 3 4 5 6  지우, 저우; 둥, 저우쉬; 왕, 샤오레이; 정, 웨이준; 리, 루; 헤스케스, 테레즈 (2013년 2월). “오늘날 중국의 성별 선호 변화: 성비에 대한 영향”. 《Indian Journal of Gender Studies》 20 (1): 51–68. doi:10.1177/0971521512465936. S2CID 144086218.
18. 1 2 3 4 5 6  Poston, L. D., & Glover, S. K. (2005). “Too many males: marriage market implications of gender imbalances in China”. 《Genus》 61 (2): 119–140. JSTOR 29788854.
19. ↑  Attane, Isabelle (2006). “The demographic impact of a female deficit in China, 2000–2050.”. 《Population and Development Review》 32 (4): 755–770. doi:10.1111/j.1728-4457.2006.00149.x.
20. 1 2 3 4 5 6 7 8 9 10  Hesketh, Therese (2011). “Selecting sex: The effect of preferring sons.”. 《Early Human Development》 87 (11): 759–761. doi:10.1016/j.earlhumdev.2011.08.016. PMID 21920680.
21. 1 2  Zhang, Junsen (2017). “The Evolution of China's One-Child Policy and Its Effects on Family Outcomes”. 《The Journal of Economic Perspectives》 31 (1): 141–159. doi:10.1257/jep.31.1.141. ISSN 0895-3309. JSTOR 44133954.
22. 1 2 3 4  Hesketh, Therese; Lu, Li; Xing, Zhu Wei (2005년 9월 15일). “The Effect of China's One-Child Family Policy after 25 Years”. 《New England Journal of Medicine》 353 (11): 1171–1176. doi:10.1056/nejmhpr051833. ISSN 0028-4793. PMID 16162890. S2CID 12423906. 2024년 6월 4일에 원본 문서에서 보존된 문서. 2022년 3월 24일에 확인함.
23. ↑  Rogers, Tessa Berenson (2015년 10월 29일). “Here's How China's One-Child Policy Started in the First Place”. 《TIME》 (영어). 2024년 2월 29일에 원본 문서에서 보존된 문서. 2024년 6월 3일에 확인함.
24. ↑  Zeng, Y and Wang, Z. A policy analysis on challenges and opportunities of population/household aging in China. J Popul Aging. 2014; 7: 255–281
25. ↑  Hesketh, T.; Lu, L.;  외. (2005). “The Effect of China's One-Child Family Policy after 25 Years” (PDF). 《New England Journal of Medicine》 353 (11): 1171–1176. doi:10.1056/nejmhpr051833. PMID 16162890. S2CID 12423906. 2020년 9월 23일에 원본 문서 (PDF)에서 보존된 문서. 2020년 9월 19일에 확인함.
26. 1 2  Wen X. Effect of son preference and population policy on sex ratios at birth in two provinces of China. J Biosoc Sci 2003;25:509#21.
27. ↑  “China's one-child policy: what was it and what impact did it have? | South China Morning Post”. 2022년 6월 29일. 2022년 6월 29일에 원본 문서에서 보존된 문서. 2022년 6월 29일에 확인함.
28. ↑  “China NPC: Three-child policy formally passed into law - BBC News”. 2022년 6월 29일. 2022년 6월 29일에 원본 문서에서 보존된 문서. 2022년 6월 29일에 확인함.
29. 1 2  Howden, David; Zhou, Yang (October 2014). “China's One-Child Policy: Some Unintended Consequences”. 《Economic Affairs》 (영어) 34 (3): 353–369. doi:10.1111/ecaf.12098. S2CID 22725736. 2022년 5월 16일에 원본 문서에서 보존된 문서. 2022년 5월 16일에 확인함.
30. ↑  Jiang, Quanbao; Li, Shuzhuo; Feldman, Marcus W.; Sánchez-Barricarte, Jesús Javier (December 2012). “Estimates of missing women in twentieth-century China”. 《Continuity and Change》 (영어) 27 (3): 461–479. doi:10.1017/S0268416012000240. ISSN 0268-4160. PMC 3830941. PMID 24255550.
31. ↑  Qi, Y., & Mason, M.W. (2005). “Prenatal sex-selective abortion and high sex ratio at birth in rural China: a case study in Henan Province.”. 《California Center for Population Research.》. 2016년 3월 4일에 원본 문서에서 보존된 문서. 2014년 3월 29일에 확인함.
32. ↑  Anderson, Siwan; Ray, Debraj (2010). “Missing women: age and disease”. 《Review of Economic Studies》 77 (4): 1262–1300. doi:10.1111/j.1467-937X.2010.00609.x. S2CID 44525615.
33. 1 2 3 4  Bélanger, Danièle (January 2002). “Sex Selective Abortions: Short-term and Long-term Perspectives”. 《Reproductive Health Matters》 (영어) 10 (19): 194–197. doi:10.1016/S0968-8080(02)00033-2. ISSN 0968-8080. PMID 12369329. S2CID 12574519.
34. ↑  Goodkind, Daniel (March 1996). “On Substituting Sex Preference Strategies in East Asia: Does Prenatal Sex Selection Reduce Postnatal Discrimination?”. 《Population and Development Review》 22 (1): 111–125. doi:10.2307/2137689. JSTOR 2137689.
35. ↑  Goodkind, Daniel (January 1999). “Should prenatal sex selection be restricted? Ethical questions and their implications for research and policy”. 《Population Studies》 53 (1): 49–61. doi:10.1080/00324720308069.
36. 1 2 3 4  Hesketh, Therese (2009). “Too many males in China: the causes and the consequences.”. 《Significance》 6 (1): 9–13. doi:10.1111/j.1740-9713.2009.00335.x.
37. 1 2  Hesketh, Therese., & Jiang, Minmin. (Jun 2012). “The effects of artificial gender imbalance”. 《EMBO Rep》 13 (6): 487–492. doi:10.1038/embor.2012.62. PMC 3367246. PMID 22584356.
38. 1 2 3 4 5  Jones, Adam (2008). “Female infanticide : two case studies from India and China.”. 《GlobeServe Journal of Missions》 2: 4.
39. ↑  Fuse, K., & Crenshaw, M. E. (2006). “Gender imbalance in infant mortality: a cross-national study of social structure and female infanticide.”. 《Social Science & Medicine》 62 (2): 360–374. doi:10.1016/j.socscimed.2005.06.006. PMID 16046041.
40. ↑  Hesketh, T., Zhu, W.X. (2006). “Abnormal sex ratios in human populations: causes and con-sequences.”. 《PNAS》 103 (36): 13271–5. Bibcode:2006PNAS..10313271H. doi:10.1073/pnas.0602203103. PMC 1569153. PMID 16938885.
41. 1 2 3 4  Smolin, David M. (2011). “The MIssing Girls of China: Population, Policy, Culture, Gender, Abortion, Abandonment, and Adoption in East-Asian Perspective”. 《Cumberland Law Review》 (영어) 41 (1). 2023년 3월 29일에 원본 문서에서 보존된 문서. 2022년 5월 7일에 확인함.
42. ↑  Zilberberg, Julie (2007). “Sex-selective abortion for social reasons: is it ever morally justifiable?”. 《Bioethics》 21 (9): 517–519. doi:10.1111/j.1467-8519.2007.00598.x. PMID 17927629. S2CID 25688719.
43. ↑  Sen, Amartya (2003). “Missing women—revisited.”. 《British Medical Journal》 327 (7427): 1297–1298. doi:10.1136/bmj.327.7427.1297. PMC 286281. PMID 14656808.
44. ↑  Perry, Elizabeth (1980). 《Rebels and Revolutionaries in North China, 1845–1945》. Stanford: Stanford University Press.
45. ↑  ernice J. Lee Historical Reflections / Réflexions Historiques Vol. 8, No. 3, WOMEN IN CHINA: Current Directions in Historical Scholarship (Fall 2017), pp. 163-177
46. ↑  2003. "China Amends One-Child Policy." Reproductive Health Matters 11 (21): 194.
47. ↑  Fong, Vanessa L. 2002. "China's One-Child Policy and the Empowerment of Urban Daughters." American Anthropologist 104 (4): 1098-1109.
48. 1 2 3 4 5 6 7 8 9 10 11  Susan Tiefenbrun; Christie J. Edwards. “Gendercide and the cultural context of sex trafficking in China”. 2014년 4월 29일에 원본 문서에서 보존된 문서. 2014년 4월 13일에 확인함.
49. ↑  Attané, Isabelle (2009). “The determinants of discrimination against daughters in China: evidence from a provincial-level analysis.”. 《Population Studies: A Journal of Demography》 63 (1): 87–102. doi:10.1080/00324720802535023. PMID 19184723. S2CID 6535620.
50. ↑  Cheng, H., & Elo, T.I. (2009). “Mortality of the oldest old Chinese: the role of early-life nutritional status, socio-economic conditions, and sibling sex-composition.”. 《Population Studies: A Journal of Demography》 63 (1): 7–20. doi:10.1080/00324720802626921. PMC 2832602. PMID 19184718.
51. ↑  Liu, N., Mao, L., Sun, X., Liu, L., Yao, P., & Chen, B. (2009). “The effect of health and nutrition education intervention on women's postpartuml beliefs and practices: a randomized controlled trial.”. 《BMC Public Health》 9: 45. doi:10.1186/1471-2458-9-45. PMC 2640472. PMID 19183504.
52. ↑  Will, Rachel. “Contraceptive Use in China”. 《US-China Today》. University of Southern California. 2018년 5월 1일에 원본 문서에서 보존된 문서. 2018년 3월 14일에 확인함.
53. ↑  Zraick, Karen (2015년 10월 30일). “China Will Feel One-Child Policy's Effects for Decades, Experts Say”. 《The New York Times》. 2018년 3월 9일에 원본 문서에서 보존된 문서. 2018년 3월 14일에 확인함.
54. ↑  Hvistendahl, Mara (2017년 10월 18일). “Analysis of China's one-Child policy sparks uproar.”. 《Science》 (AAAS) 358 (6361): 283–284. Bibcode:2017Sci...358..283H. doi:10.1126/science.358.6361.283. PMID 29051354. 2021년 11월 6일에 원본 문서에서 보존된 문서. 2018년 3월 14일에 확인함.
55. ↑  Gupta, M.D (2018년 10월 11일). “Explaining Asia's "Missing Women": A New Look at the Data.”. 《Population and Development Review》 31 (3): 529–535. doi:10.1111/j.1728-4457.2005.00082.x. S2CID 44333657.
56. ↑  Junhong, Chu (2011). “Prenatal Sex Determination and Sex-Selective Abortion in Rural Central China”. 《Econ Papers》 27 (2): 259–281. 2018년 5월 1일에 원본 문서에서 보존된 문서. 2018년 3월 28일에 확인함.
57. ↑  Bairagi, Radheshyam. " Effects of Sex Preference on Contraceptive Use, Abortion and Fertility in Matlab, Bangladesh." International Family Planning Perspectives , vol. 27, no. 3, Sept. 2011, pp. 137–143., www.guttmacher.org/sites/default/files/pdfs/pubs/journals/2713701.pdf.
58. ↑  Cai, Yong (2017). “Missing Girls or Hidden Girls? A Comment on Shi and Kennedy's "Delayed Registration and Identifying the 'Missing Girls' in China"”. 《The China Quarterly》 231 (231): 797–803. doi:10.1017/S0305741017001060. S2CID 158924618. 2023년 4월 29일에 원본 문서에서 보존된 문서. 2023년 4월 29일에 확인함.
59. ↑  den Boer, Andrea; M. Hudson, Valerie (2017년 1월 9일). “Have China's Missing Girls Actually Been There All Along?”. 《New Security Beat》. 2023년 4월 29일에 원본 문서에서 보존된 문서. 2023년 4월 29일에 확인함.
60. ↑  Li, Mei; Jiang, Quanbao (2021년 10월 26일). “Overestimated SRB and Missing Girls in China”. 《Frontiers in Sociology》 6 (6): 756364. doi:10.3389/fsoc.2021.756364. PMC 8576607. PMID 34765672.
61. ↑  “The one-child policy put China in a disastrous 'marriage squeeze'”. 《Business Insider》. 2018년 4월 12일에 원본 문서에서 보존된 문서. 2018년 4월 12일에 확인함.
62. ↑  Loh, C.; Remick, E. (2015). “China's Skewed Sex Ratio and the One-Child Policy”. 《The China Quarterly》 222: 295–319. doi:10.1017/S0305741015000375. S2CID 154441507.
63. 1 2  Li, Shuzhuo; Zhang, Qunlin; Yang, Xueyan; Attané, Isabelle (2010). “Male singlehood, poverty and sexuality in rural China: an exploratory survey”. 《Population, English Edition》 65 (4): 679–693. doi:10.3917/popu.1004.0783.
64. ↑  Wei, Shangjin., & Zhang, xiaobo. (February 2011). “Sex ratios, entrepreneurship, and economic growth in the People's Republic of China.”. 《National Bureau of Economic Research Working Paper》. 16800.
65. ↑  Boer, A.D., & Hudson, V.M. (2002). “A surplus of men, a deficit of peace.” (PDF). 《Int Secur》 26 (4): 5–38. doi:10.1162/016228802753696753. S2CID 57568336. 2018년 12월 21일에 원본 문서 (PDF)에서 보존된 문서. 2019년 8월 21일에 확인함.
66. 1 2  Edlund, L., Li, H., Yi, J., & Zhang, J. “Sex ratios and crime: evidence from China's one- child policy.”. 《IZA Discussion Papers》 3214.
67. 1 2 3 4  Barr, Heather (2019년 3월 21일). “"Give Us a Baby and We'll Let You Go": Trafficking of Kachin "Brides" from Myanmar to China”. 《Human Rights Watch》 (영어). 2021년 7월 31일에 원본 문서에서 보존된 문서. 2022년 4월 6일에 확인함.
68. 1 2 3 4 5 6 7 8 9 10 11 12  Joseph D. Tucker; Gail E. Henderson; Tian F. Wang; Ying Y. Huang; William Parish; Sui M. Pan; Xiang S. Chen; Myron S. Cohen. (2005). “Surplus men, sex work, and the spread of HIV in China”. 《AIDS》 19 (6): 539–547. doi:10.1097/01.aids.0000163929.84154.87. PMID 15802971. S2CID 32792732.
69. ↑  Henriot C. (1992). “Medicine, VD, and prostitution in pre-revolutionary China.”. 《Social Hist Med》 5 (1): 95–120. doi:10.1093/shm/5.1.95. PMID 11612778.
70. ↑  “Fertility rate, total (births per woman) | Data”. 《data.worldbank.org》 (미국 영어). 2018년 4월 12일에 원본 문서에서 보존된 문서. 2018년 4월 12일에 확인함.
71. ↑  “China's fertility rate drops to record low 1.09 in 2022- state media”. 《Reuters》 (영어). 2023년 8월 15일. 2023년 9월 20일에 원본 문서에서 보존된 문서. 2023년 8월 15일에 확인함.
72. ↑  “One-Child No More: China Ends Decades-Old Restriction”. 《NPR.org》 (영어). 2018년 4월 12일에 원본 문서에서 보존된 문서. 2018년 4월 12일에 확인함.
73. ↑  Loh, Charis; Remick, Elizabeth J. (2015). “China's Skewed Sex Ratio and the One-Child Policy”. 《The China Quarterly》 222: 295–319. doi:10.1017/s0305741015000375. S2CID 154441507.
74. ↑  Hvistendahl, Mara. “China's New Birth Rule Can't Restore Missing Women and Fix a Population”. 《Scientific American》 (영어). 2019년 1월 22일에 원본 문서에서 보존된 문서. 2018년 4월 12일에 확인함.
75. 1 2 3  Jin Xiao-yi; Liu Li-ge (November 2009). “Identification of the social risks and anomie in the context of gender imbalance in China”. 《Journal of Xi'an Jiaotong University (Social Sciences)》 29 (6): 41–50. 2023년 3월 29일에 원본 문서에서 보존된 문서. 2014년 4월 16일에 확인함.
76. 1 2 3  F Festini; M de Martino. (2004). “Twenty five years of the one child family policy in China.”. 《J Epidemiol Community Health》 58 (5): 358–360. doi:10.1136/jech.2003.017335. PMC 1732772. PMID 15082728.
77. 1 2 3 4 5 6 7 8  Li, Shuzhuo (2007). 《Imbalanced sex ratio at birth and comprehensive intervention in China.》.
78. ↑  Hvistendahl, Mara (2011년 5월 6일). “China's Population Growing Slowly, Changing Fast”. 《Science》 332 (6030): 650–651. doi:10.1126/science.332.6030.650. PMID 21551038. 2021년 11월 5일에 원본 문서에서 보존된 문서. 2018년 3월 14일에 확인함.
79. ↑  Lili, Liu (2017년 4월 19일). “China's two-child police one year on”. 《Economics, Politics and Public Policy in East Asia and the Pacific》. 2018년 3월 19일에 원본 문서에서 보존된 문서. 2018년 3월 14일에 확인함.
80. ↑  Hesketh, T; Zhu, WX (2006). “Abnormal sex ratios in human populations: causes and consequences”. 《Proc Natl Acad Sci U S A》 103 (36): 13271–5. Bibcode:2006PNAS..10313271H. doi:10.1073/pnas.0602203103. PMC 1569153. PMID 16938885.
81. ↑  All-China Women's Federation Laws and regulations. Available: www.women.org.cn/english/english/laws/02.htm (accessed 2018 Apr. 16).
82. ↑  Li SZ, Yan SH. A special study on "care for girls" campaign [article in Chinese]. Population and Family Planning 2008;10:23–4